# Latvijas zirgs
Latvijas zirgs là một giống ngựa đua có nguồn gốc từ quốc gia Latvia. Việc chọn lọc giống ngựa này bắt đầu từ thế kỷ XVII, giống này mang đặc tính của nhiều giống ngựa thồ và ngựa thể thao từ các nước Tây Âu. Trên thực tế vào thời điển gần đây, giống ngựa này được hình thành do việc lai tạo giữa các giống ngựa nửa huyết thống Anh và Hà Lan. Việc đăng ký giống ngựa này được bắt đầu vào năm 1927. Trong thập niên 1960 và 1970, người Latvia chọn lọc giống ngựa này cho mục đích thi đấu môn cưỡi ngựa thể thao. Giống ngựa này được chia làm ba giống, giống ngựa phổ biến nhất cho mục đích ngựa thể thao. Giống ngựa kéo xe chở người và ngựa kéo, có trọng lượng lớn hơn dần trở nên hiếm, bất chấp các biện pháp bảo tồn. Giống ngựa này hiện đang được bảo tồn bởi các tổ chức tư nhân, tất cả trực thuộc Latvijas škirnes zirgu audzētāju asiociācija, Hiệp hội nhân giống ngựa Latvia.
Giống ngựa Latvia đã gặt hái được nhiều thành công khi tham gia vào nhiều cuộc thi dressage và saut d'obstacles ở cấp độ đỉnh cao, điển hình là chú ngựa vô địch olympic Rusty. Bất chấp vô số thành công, giống ngựa này vẫn đang suy giảm về số lượng.

## Tên gọi
Tên gọi của giống ngựa này trong tiếng Latvia nghĩa là ngựa Latvia, (latvijas là tính từ có nghĩa « thuộc về Latvia » và zirgs nghĩa là « ngựa »). Nó tương tự với giống « ngựa kéo Latvia ». Trong tiếng Nga, nó có tên Latviiskaya hay Latviiskii upryazhnyi (ngựa kéo Latvia). Trong tiếng Anh, giống ngựa này được gọi là Latvian, Latvian Carriage, Latvian Coach và Latvian Draft, dựa trên các công việc mà chúng đảm đương · .

## Lịch sử
Đây là một giống ngựa được hình thành trong khoảng thời gian gần đây. Giống này dường như cùng chung nguồn gốc với các giống Dole Gudbrandsdal, ngựa Bắc Thụy Điển, và các giống khác ở phía bắc châu Âu ·  · . Trên trang website chính thức của liên đoàn ngựa Latvia cho rằng giống ngựa này có tổ tiên xa xôi là giống Tarpan, vài nguồn khác cho rằng giống ngựa này bắt nguồn từ ngựa hoang Latvia · . Kể từ thế kỷ XVII, giống này được lai với nhiều giống ngựa Đức, cả ngựa thuần chủng và ngựa Ả Rập · . Đến thế kỷ XVIII, các huyết thống chính tạo nên giống ngựa này là từ ngựa bản địa Latvia, như giống Žemaitukas và ngựa Estonia.
Việc chọn giống được bắt đầu vào năm 1856, bằng một cuộc lai giống thí nghiệm giữa giống ngựa cổ Latvia gốc từ Bắc Âu, và các giống ngựa khác từ Tây Âu. Năm 1890, một chương trình nhân giống bài bản bắt đầu bằng một tá giống ngựa khác nhau · . Các giống ngựa Latvia hiện tại là kết quả của sự lai tạo giữa các giống Groningen, Trakehner, Oldenbourg, Hanovrien và Holstein, diễn ra trong khoảng thời gian cuối thế kỷ XIX và đầu thế kỷ XX  · . Các giống ngựa nhập khẩu từ Đức và Hà Lan là nền tảng để tạo nên giống ngựa Latvia hiện đại, Giống Oldenbourgs và Hanovriens là hai dòng huyết thống chính. Trong khi đó việc lai tạo giữa các giống ngựa kéo Norfolk, ngựa Ardennes và Frison tạo nên loại ngựa kéo của giống này · . Sau khi Cộng hòa Latvia ra đời vào năm 1918, việc đăng ký giống ngựa mới này được xúc tiến. Kết quả là sách studbook xuất bản năm 1927.
Từ năm 1921 đến năm 1940, 65 con ngựa đực Oldenbourg và 42 ngựa cái cùng loài được nhập khẩu từ Hà Lan và Đức nhằm tạo ra một thế hệ ngựa mới · . Những con ngựa này được phối với giống Hanovriens, ngựa kéo Norfolk, bán huyết thống Oldenbourgs, Frisons de l'est và ngựa Ardennes. Trại ngựa giống Okte, trong vùng Talsi, đóng vai trò quan trọng trong việc tạo giống ngựa Latvia ·  · . Hai giống ngựa chính là ngựa kéo và ngựa thể thao được chọn lọc. Loài này được chính thức hóa vào năm 1952. Nhiều đợt lai tạo với các giống ngựa thể thao sau Thế chiến II nhằm tăng khả năng thể thao của ngựa Latvia như: Hanovrien, Oldenbourg, ngựa huyết nóng Đan Mạch ·  và việc này tiếp diễn trong thập niên 1960 và 1970, nhằm hoàn thiện tính thể thao của giống này · . Trong đó, loại ngựa thể thao cưỡi yên dần trở thành loại chiếm đa số từ thập niên 1960 · . Thành công đầu tiên đến vào năm 1965, khi 19 con ngựa được xuất khẩu trên một chuyến hàng tới Vương quốc Anh. Việc xuất khẩu gia tăng kể từ năm 1972. Năm 1976, cuốn sách studbook ghi nhận giống Latvijas braucamo zirgu šķirni (nghĩa là « ngựa kéo Latvia ») được đổi tên thành Latvijas zirgu šķirni (« ngựa Latvia ») nhằm thể hiện được mục đích chính của việc lai tạo là vì mục đích thể thao.
Năm 1980, số lượng ngựa Latvia được nhà cầm quyền Soviet thống kê là 13,939 con, trong đó có 1200 con thuần chủng · . Năm 1990, số lượng giống này vào khoảng 17000 và 31000 cá thể và trên xu hướng giảm; bốn năm sau đó ngựa Latvia thống kê được khoảng 12000 cá thể. Ngược lại với số lượng giảm từ năm 1980 đến 1990, số lượng xuất khẩu lại gia tăng trong khoảng thời gian này.

## Mô tả

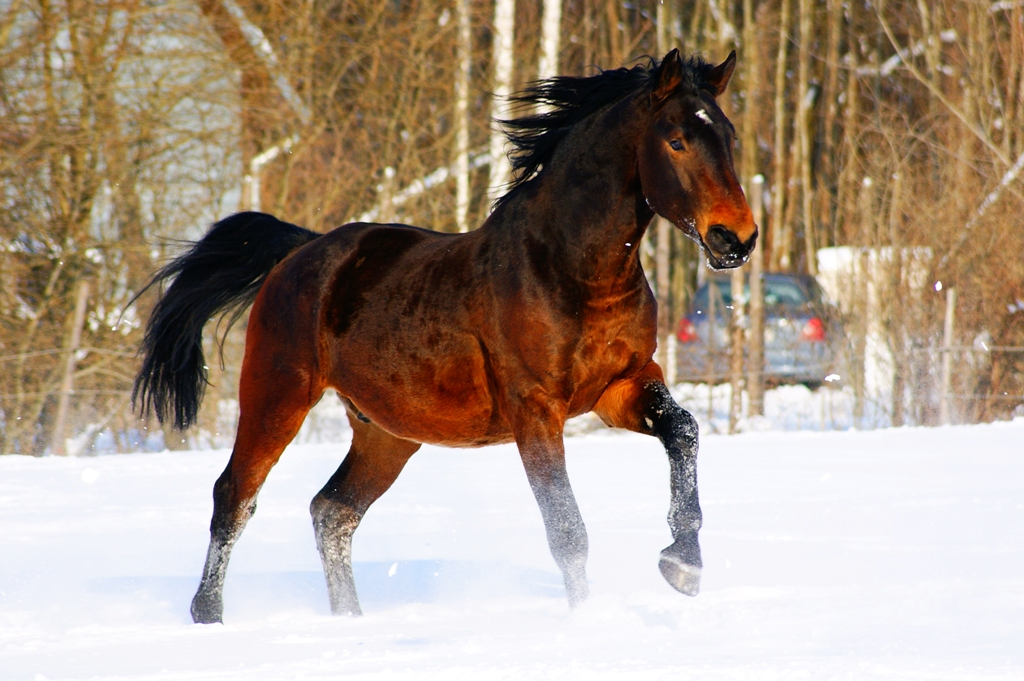
Cheval letton de type carrossier.

Tồn tại hai (dựa trên nghiên cứu của Orbidane và Jonkus, Viện đại học Latvia) hoặc ba ·  loại ngựa Latvia: loại ngựa cưỡi kiểu thể thao, hiện đại hơn, thân hình mỏng và nhẹ cân; loại ngựa kéo xe chở người; cuối cùng là ngựa kéo, vốn đang trở nên hiếm. Orbidane và Jonkus không nghiên cứu loại ngựa kéo này.

## Hình thái học
Dựa trên cơ sở dữ liệu DAD-IS, kích thước trung bình của giống này là 1.58 m đối với ngựa cái và 1.6 ma đối với ngựa đực, trọng lượng trung bình là từ 500 tới 600 kg. Trọng lượng ngựa mới sinh dao động từ 50 đến 55 kg . Dữ liệu của loại kéo xe có quan hệ gần, vốn được đăng ký ở Ukraine, cho thây kích thước trung bình là 1.60 m đối với ngựa cái và 1.65 m đối với ngựa đực, trọng lượng trung bình từ 600 đến 650 kg. Theo Mary Ellen Bauer (2011), kích thước của giống này là từ 1.55 m đến 1.62 m tính đến garrot, trong khi Elwyn Hartley Edwards (2016) đưa ra con số cao hơn là từ 1.60 m đến 1.65 m đối với loại ngựa cưỡi. Le Guide Delachaux đưa ra con số trung bình là 1.62 đối với ngựa đực và 1.58 m đối với ngựa cái, và đặc biệt ngựa đực có thể cao vượt qua con số 1.70 m. Không có sự khác biệt đáng kể giữa kích thước của ngựa thể thao và ngựa kéo xe chở người.